# La notte poco prima della foresta
La notte poco prima della foresta (fr.: La Nuit juste avant les forêts) è un atto unico del drammaturgo e regista francese Bernard-Marie Koltès del 1977. Il titolo è riportato spesso anche come La notte prima delle foreste: l'uso del singolare nella forma più diffusa è dovuta alla prima traduzione in lingua italiana dell'opera, che avvenne per conto della casa editrice Gremese nel 1990.
Impiantato come un monologo rappresentato da un personaggio maschile, fu presentato in prima assoluta al festival di Avignone off nello stesso anno con protagonista Yves Ferry, per essere poi portato al successo quattro anni dopo, nel 1981, da Richard Fontana al Petit Odéon di Parigi per la regia di Jean-Luc Boutté.
Del 1999 è la messa in scena integrale per la prima volta in Italia ad opera di Roberto Pacini presso il Cantiere Teatrale di Roma, ripresa l'anno successivo al Teatro dell'Orologio (Roma) .
Nel 2001, nell'ambito del festival Benevento Città Spettacolo la Compagnia teatrale "Gli Ipocriti" il monologo è affidato all'interpretazione di Giulio Scarpati per la regia di Nora Venturini, le scene di Sergio Tramonti, i costumi di Agata Cannizzaro e le musiche di Pasquale Scialò.
Nel 2010 il testo viene messo in scena nei teatri italiani dal regista colombiano Juan Diego Puerta López con Claudio Santamaria, musica originale di Giuliano Sangiorgi dei Negramaro, prodotto da Nuovo Teatro. Il testo è stato tradotto in italiano da Luca Scarlini. 
Nel febbraio 2018 Pierfrancesco Favino ne ha interpretato un brano nella serata finale del Festival di Sanremo e poi, nel corso del 2018-2019, lo porta in scena per intero in tournée.